# Liste d'œuvres dont le titre fait référence à une chanson
De nombreuses œuvres, notamment au cinéma, à la télévision et en littérature, ont un titre évoquant une chanson préexistante, dont elles reprennent généralement le titre ou une partie des paroles.

## Cinéma

### Fictions

#### Jusqu'aux années 1960
- 1938 : La Marseillaise de Jean Renoir raconte, entre autres, la création de La Marseillaise, l'hymne national français[1].
- 1938 : Alexander's Ragtime Band (La Folle Parade en français) de Henry King reprend le standard de jazz composé par Irving Berlin, Alexander's Ragtime Band (1911)[2].
- 1943 : Symphonie magique (titre original : Stormy Weather) d'Andrew L. Stone inclut le morceau Stormy Weather (1933) devenu un standard de jazz[3].
- 1948 : Sombre Dimanche de Jacqueline Audry. Le film relate l'histoire d'un simulacre de suicide provoqué par la chanson Sombre Dimanche.
- 1950 : La Belle que voilà de Jean-Paul Le Chanois reprend les paroles de la chanson enfantine Nous n'irons plus au bois (1753)[4].
- 1952 : Chantons sous la pluie (titre original : Singin' in the Rain) de Stanley Donen s'intitule d'après la chanson Singin' in the Rain, écrite en 1929 par Arthur Freed, producteur du film, et Nacio Herb Brown, et reprise dans le film par Gene Kelly.
- 1952 : April in Paris (Avril à Paris en français) de David Butler reprend le standard de jazz April in Paris composé par Vernon Duke et E. Y. Harburg (1932)[5].
- 1954 : Papa, maman, la bonne et moi de Jean-Paul Le Chanois reprend le titre de la chanson homonyme de Robert Lamoureux (1950)[6].
- 1954 : Cadet Rousselle d'André Hunebelle, sur le personnage ayant donné lieu à la chanson traditionnelle française Cadet Rousselle, chanson qui sert également de thème musical au film.
- 1957 : Jailhouse Rock de Richard Thorpe (Le rock du bagne en version française) reprend le titre de la chanson Jailhouse Rock, écrite par Jerry Leiber et Mike Stoller pour Elvis Presley, également acteur principal, qui l'interprète dans le film.
- 1959 : Babette s'en va-t-en guerre, de Christian-Jaque, fait allusion à la chanson Malbrough s'en va-t-en guerre (XVIIIe siècle).
- 1962 : Un clair de lune à Maubeuge, de Jean Chérasse, raconte l'histoire du succès de la chanson éponyme de Pierre Perrin[7].
- 1964 : A Hard Day's Night de Richard Lester reprend le titre de la chanson A Hard Day's Night des Beatles, dont les quatre membres sont également acteurs principaux.
- 1965 : Les copains, la chanson de Georges Brassens sera alors une autre version avant sa sortie en studio sous le titre de "les Copains d'abord".
- 1965 : Help! de Richard Lester reprend le titre de la chanson Help! des Beatles, dont les quatre membres sont également acteurs principaux.
- 1968 : Yellow Submarine, dessin animé basé sur la chanson Yellow Submarine des Beatles, dont les quatre membres sont également les personnages principaux.
- 1968 : Baisers volés de François Truffaut fait référence aux paroles de la chanson Que reste-t-il de nos amours ? de Charles Trenet, qui est utilisée dans le générique du film : « Bonheur fané, cheveux au vent, baisers volés, rêves mouvants ».

#### Années 1970
- 1970 : There Was a Crooked Man... (Le Reptile en français) de Joseph L. Mankiewicz fait référence à une comptine.
- 1971 : Johnny Got His Gun (Johnny s'en va-t-en guerre en français) de Dalton Trumbo, tout comme son propre roman, fait référence aux paroles de la chanson patriotique Over There (1917) de Henry Burr and the Peerless Quartet (en) (« Johnny get your gun, get your gun, get your gun »)[8]. Le titre français Johnny s'en va-t-en guerre est lui-même une allusion à la chanson traditionnelle Malbrough s'en va-t-en guerre.
- 1976 : Je t'aime, moi non plus de Serge Gainsbourg fait référence à sa propre chanson éponyme chantée en duo avec Jane Birkin et sortie en 1969.
- 1977 : Nous irons tous au paradis est un film français, réalisé par Yves Robert, sorti en 1977 dont le titre s'inspire de la chanson de Michel Polnareff On ira tous au paradis sortie en 1972[réf. nécessaire].

#### Années 1980
- 1983 : Staying Alive reprend le titre Stayin' Alive (1977) des Bee Gees qui ouvrait le film La Fièvre du samedi soir[9].
- 1984 : Marche à l'ombre de Michel Blanc reprend le titre de Marche à l'ombre (1980) de Renaud (chanson audible dans le film)[10].
- 1985 : Brazil de Terry Gilliam reprend le titre Aquarela do Brasil d'Ary Barroso[11].
- 1986 : Jumpin' Jack Flash de Penny Marshall reprend le titre de Jumpin' Jack Flash (1968) des Rolling Stones ; la chanson originale est utilisée dans le film, de même qu'une reprise par Aretha Franklin[12].
- 1986 : Soul Man de Steve Miner reprend le titre de Soul Man (1967) de Sam & Dave. Pour l'occasion, Sam Moore réenregistre la chanson avec Lou Reed[13].
- 1986 : Stand by Me de Rob Reiner reprend le titre de Stand by Me (1961) de Ben E. King ; la chanson est également utilisée dans le film et a permis de mieux la faire connaître auprès d'un public plus jeune[14]. Sa présence dans le film est pourtant anachronique, l'histoire se déroulant en 1959, soit deux ans avant sa création[15].
- 1986 : Blue Velvet de David Lynch reprend le titre de Blue Velvet (1963) de Bobby Vinton ; la chanson est également utilisée dans le film.
- 1987 : La Bamba de Luis Valdez, est un biopic sur Ritchie Valens, dont la reprise de la chanson mexicaine traditionnelle éponyme en 1958 devint un succès planétaire[16].
- 1989 : Dream a Little Dream de Marc Rocco reprend le titre de Dream a Little Dream of Me (1931) d'Ozzie Nelson.
- 1989 : Always de Steven Spielberg reprend le titre de la chanson Always (en) (1925) d'Irving Berlin ; malgré le souhait de Spielberg, il refusa que sa chanson soit incluse dans le film[17].

#### Années 1990
- 1990 : Nouvelle Vague de Jean-Luc Godard reprend le titre de la chanson de Richard Anthony en 1959.
- 1990 : Pretty Woman de Garry Marshall reprend le titre de Oh, Pretty Woman (1964) de Roy Orbison (chanson audible dans le film)[4].
- 1991 : My Girl d'Howard Zieff reprend le titre de My girl (1964) du groupe The Temptations.
- 1992 : Le Petit Prince a dit de Christine Pascal reprend les paroles de la chanson enfantine L'Empereur, sa femme et le petit prince[18]
- 1993 : Dazed and Confused (Génération rebelle en version française) de Richard Linklater reprend le titre de Dazed and Confused (1967) de Jake Holmes ou plutôt de sa reprise par Led Zeppelin (1969) ; Robert Plant a par ailleurs refusé que la chanson soit utilisée dans le film[19].
- 1993 : What's Love Got To Do With It de Brian Gibson (Tina en version française), biopic sur Tina Turner, reprend le titre de sa chanson éponyme sortie en 1984.
- 1993 : Les histoires d'amour finissent mal... en général d'Anne Fontaine reprend les paroles de la chanson Les Histoires d'A. (1986) du groupe Les Rita Mitsouko[20].
- 1995 : Elisa de Jean Becker reprend le titre Elisa (1969) de Serge Gainsbourg qui est également reprise dans la bande-son du film.
- 1997 : Ma vie en rose d'Alain Berliner fait référence à la chanson La Vie en rose d'Édith Piaf[21].
- 1998 : Si je t'aime, prends garde à toi de Jeanne Labrune reprend les paroles de l'aria L'amour est un oiseau rebelle (1875), extrait de l'opéra Carmen de Georges Bizet[4].
- 1999 : Boys Don't Cry de Kimberly Peirce reprend le titre de Boys Don't Cry (1979) du groupe The Cure[4].
- 1999 : Le Ciel, les Oiseaux et... ta mère ! de Djamel Bensalah détourne le titre de la chanson Le Ciel, le Soleil et la Mer (1965) de François Deguelt[20].
- 1999 : Ma petite entreprise de Pierre Jolivet reprend le titre de Ma petite entreprise (1994) d'Alain Bashung[22] ; Bashung a également composé la musique originale du film.
- 1999 : Mon père, ma mère, mes frères et mes sœurs… de Charlotte de Turckheim reprend les paroles du refrain de Si j'avais un marteau (1963) de Claude François[4].

#### Années 2000
- 2001 : Vertiges de l'amour de Laurent Chouchan reprend le titre de la chanson éponyme d'Alain Bashung (1981)[23].
- 2002 : Embrassez qui vous voudrez de Michel Blanc reprend les paroles de la chanson enfantine Nous n'irons plus au bois (1753)[4].
- 2002 : Ah ! si j'étais riche de Michel Munz et Gérard Bitton reprend le titre de la chanson Ah ! si j'étais riche de la comédie musicale américaine Un violon sur le toit (Fiddler on the Roof) de Jerry Bock et Sheldon Harnick. Le titre original de la chanson (If I Were a Rich Man) est également le titre anglophone du film pour l'exploitation internationale.
- 2003 : Gomez et Tavarès de Gilles Paquet-Brenner fait référence à Gomez et Tavarès : Les Ripoux (2001) d'Eben et Dadoo, qui a inspiré l'idée du film au réalisateur ; Stomy Bugsy, un des acteurs principaux du film, avait déjà joué dans le clip de la chanson[24].
- 2003 : Laisse tes mains sur mes hanches de Chantal Lauby fait référence aux paroles de Mes mains sur tes hanches (1965) de Salvatore Adamo en inversant l'ordre des paroles originales (« laisse mes mains sur tes hanches ») ; la réalisatrice a écrit le scénario à partir de cette chanson[25].
- 2004 : Beyond the Sea de Kevin Spacey est un biopic sur Bobby Darin et reprend le titre de sa chanson Beyond the Sea (1960)[20], une adaptation de La Mer (1946) de Charles Trenet.
- 2004 : Quand la mer monte... de Yolande Moreau et Gilles Porte reprend le titre de Quand la mer monte (1968) de Raoul de Godewarsvelde ; les coréalisateurs ont découvert cette chanson au moment où ils venaient de terminer l'écriture de la première version du scénario[26].
- 2005 : Crustacés et Coquillages d'Olivier Ducastel et Jacques Martineau fait référence au refrain de La Madrague (1963) de Brigitte Bardot en inversant l'ordre des paroles originales (« Coquillage et crustacés »)[27].
- 2005 : De battre mon cœur s'est arrêté de Jacques Audiard reprend un vers de La Fille du Père Noël de Jacques Dutronc (1966).
- 2005 : Walk the Line de James Mangold est un biopic sur Johnny Cash et fait référence au titre de sa chanson I Walk the Line (1956)[20].
- 2006 : The Wind That Shakes the Barley (Le vent se lève en français) de Ken Loach, littéralement « le vent qui secoue l'orge », vient d'une chanson traditionnelle irlandaise du XIXe siècle dont les paroles ont été écrites par Robert Dwyer Joyce[28].
- 2006 : On va s'aimer d'Ivan Calbérac reprend le titre de On va s'aimer (1983) de Gilbert Montagné[29].
- 2006 : Quand j'étais chanteur de Xavier Giannoli reprend le titre de Quand j'étais chanteur (1975) de Michel Delpech.
- 2006 : Dance with Me, film américain réalisé par Liz Friedlander, a comme titre au Québec Entrez dans la danse, qui reprend le titre d'une chanson traditionnelle.
- 2007 : Across the Universe de Julie Taymor reprend le titre de Across the Universe (1970) des Beatles[4].
- 2007 : Control d'Anton Corbijn est un biopic sur Ian Curtis et fait référence au titre de la chanson She's Lost Control (1979) de son groupe Joy Division[20].
- 2007 : J'aurais voulu être un danseur d'Alain Berliner est un film musical dont le titre fait référence au début du refrain de la chanson Le Blues du businessman (1979), « J'aurais voulu être un artiste »[réf. nécessaire].
- 2007 : La vie en rose est le titre de La Môme d'Olivier Dahan dans de nombreux pays, reprenant le titre de La vie en rose (1947) d'Édith Piaf.
- 2008 : Le premier jour du reste de ta vie de Rémi Bezançon fait écho au titre de la chanson Le premier jour (du reste de ta vie) (1998) d'Étienne Daho, utilisée dans le film ; toutefois, le réalisateur a affirmé qu'il ne connaissait pas la chanson lorsqu'il a eu l'idée du titre, s'étant plutôt inspiré d'un dialogue du film American Beauty[30].
- 2008 : le film roumain Nesfârșit est distribué à l'international sous le titre California Dreamin', référence à la chanson California Dreamin' de The Mamas and the Papas[réf. nécessaire].
- 2008 : Parlez-moi de la pluie d'Agnès Jaoui reprend les premiers mots de la chanson L'Orage de Georges Brassens (1960).
- 2009 : le titre français de Sea, Sex and Fun (Fired Up en version originale) de Will Gluck fait référence au titre de Sea, Sex and Sun (1978) de Serge Gainsbourg[20].

#### Années 2010
- 2010 : Elle s'appelait Sarah de Gilles Paquet-Brenner reprend les paroles de Comme toi (1982) de Jean-Jacques Goldman, tout comme le roman dont le film est adapté[31].
- 2011 : J'aime regarder les filles de Frédéric Louf reprend les paroles de J'aime regarder les filles, une chanson de Patrick Coutin sortie en 1981.
- 2011 : Take Me Home Tonight (Une soirée d'enfer en français) de Michael Dowse reprend le titre de Take Me Home Tonight (1986) d'Eddie Money, qui n'est pas audible dans le film ; il était initialement prévu que le film s'intitule Young Americans and Kids in America d'après les chansons Young Americans (1975) de David Bowie et Kids in America (1981) de Kim Wilde[32].
- 2011 : This Must Be the Place de Paolo Sorrentino reprend le titre de This Must Be the Place (Naive Melody) (1983) du groupe Talking Heads, qui est utilisée plusieurs fois dans le film[33].
- 2011 : Voyez comme ils dansent de Claude Miller reprend les paroles de la chanson enfantine Nous n'irons plus au bois (1753)[4].
- 2012 : Radiostars de Romain Levy reprend les paroles de la Video Killed the Radio Star (1980) de The Buggles.
- 2012 : Je me suis fait tout petit de Cécilia Rouaud reprend le titre de Je me suis fait tout petit (1956) de Georges Brassens ; la réalisatrice s'est également inspiré d'une autre chanson de Brassens, Le Modeste, pour créer son personnage principal[34].
- 2012 : Sea, No Sex and Sun de Christophe Turpin fait référence au titre de Sea, Sex and Sun (1978) de Serge Gainsbourg[20].
- 2012 : Walk Away Renée! de Jonathan Caouette reprend le titre de Walk Away Renée (1966) du groupe The Left Banke ; cette chanson est l'une des préférées de la mère de Jonathan Caouette, à qui ce film est consacré[35].
- 2013 : Gimme Shelter reprend le titre de Gimme Shelter (1969) des Rolling Stones[36].
- 2013 : Hotel California (en), film de Mollywood d'Aji John, est intitulé d'après Hotel California des Eagles[37].
- 2014 : The Disappearance of Eleanor Rigby de Ned Benson (en) fait référence au titre de Eleanor Rigby (1966) des Beatles[38].
- 2014 : Elle l'adore de Jeanne Herry reprend les paroles de La Groupie du pianiste (1980) de Michel Berger ; le film devait d'abord s'intituler Elle l'aime, elle l'adore mais France Gall a refusé d'accorder les droits pour ce titre[39].
- 2014 : Je te survivrai de Sylvestre Sbille reprend le titre de Je te survivrai (1989) de Jean-Pierre François[4].
- 2014 : Papa Was Not a Rolling Stone de Sylvie Ohayon fait référence au titre de Papa Was a Rolling Stone (1972) du groupe The Temptations mais aussi au nom du groupe The Rolling Stones[40] (lequel est par ailleurs issu d'une chanson de Muddy Waters).
- 2014 : Sous les jupes des filles d'Audrey Dana reprend le titre de Sous les jupes des filles (1993) d'Alain Souchon[41].
- 2014 : Tu veux ou tu veux pas de Tonie Marshall reprend le titre de Tu veux ou tu veux pas (1967) de Marcel Zanini[4].
- 2015 : Comme un avion de Bruno Podalydès reprend le titre de Comme un avion sans aile (1981) de Charlélie Couture.
- 2015 : Love and Mercy de Bill Pohlad (en), biopic de Brian Wilson, reprend le titre sa chanson du même nom (en) (1988).
- 2015 : Les Bêtises d'Alice et Rose Philippon reprend le titre de Les Bêtises (1986) de Sabine Paturel ; Jérémie Elkaïm l'interprète dans une des scènes les plus importantes du film[42].
- 2015 : Lorsque l'amour sera mort, court métrage d'Érick Zonca, reprend les paroles de L'été indien (1975) de Joe Dassin[4].
- 2015 : NWA: Straight Outta Compton de F. Gary Gray est un film sur le groupe de rap NWA, dont il reprend le titre de Straight Outta Compton (1988)[20].
- 2015 : Qui c'est les plus forts ? de Charlotte de Turckheim reprend les paroles du refrain de Allez les Verts ! (1976) de Monty[43].
- 2015 : Toute première fois reprend le titre de Toute première fois (1984) de Jeanne Mas[4].
- 2015 : Guibord s'en va-t-en guerre reprend le titre de la chanson française traditionnelle Malbrough s'en va-t-en guerre.
- 2016 : Everybody Wants Some!! de Richard Linklater reprend le titre de Everybody Wants Some!! (1980) du groupe Van Halen[20].
- 2016 : Cigarettes et Chocolat chaud de Sophie Reine reprend le titre de Cigarettes and Chocolate Milk (en) (2001) de Rufus Wainwright[44].
- 2017 : Si j'étais un homme d'Audrey Dana reprend le titre de Si j'étais un homme (1981) de Diane Tell.
- 2017 : Mon plus beau cadeau de Noël de Guy Vasilovich dont le titre original est Mariah Carey's All I Want for Christmas Is You, le titre de la chanson éponyme de Noël de Mariah Carey.
- 2017 : Daddy Cool de Maxime Govare, reprend le titre de Daddy Cool (1976), de Boney M..
- 2018 : Amoureux de ma femme de Daniel Auteuil, reprend le titre de la chanson du même nom (1974) de Richard Anthony.
- 2018 : Thunder Road de Jim Cummings, fait référence à Thunder Road, une chanson de Bruce Springsteen, qu'évoque le personnage principal lors des funérailles de sa mère dans la première scène du film.
- 2018 : Mamma Mia! Here We Go Again d'Ol Parker, fait référence à Mamma Mia du groupe ABBA.
- 2018 : Bohemian Rhapsody de Bryan Singer, biopic sur Freddie Mercury, reprend le titre de la chanson éponyme de Queen sortie en 1975.
- 2018 : Voyez comme on danse, de Michel Blanc, reprend, comme Embrassez qui vous voudrez dont il est la suite, les paroles de Nous n'irons plus au bois (1753).
- 2019 : Just a Gigolo d'Olivier Baroux, reprend le titre de la chanson du même nom.
- 2019 : Mais vous êtes fous d'Audrey Diwan, reprend les paroles de Vous êtes fous ! (1990) de Benny B.
- 2019 : Venise n'est pas en Italie d'Ivan Calbérac, reprend le titre le la chanson du même nom (1977) de Serge Reggiani.
- 2019 : Rocketman de Dexter Fletcher, biopic d'Elton John, reprend le titre de sa chanson du même nom (1972).
- 2019 : Yesterday de Danny Boyle met en scène un monde parallèle dans lequel le personnage principal du film est le seul à se souvenir des Beatles et de leurs chansons, telles que Yesterday (1965), qui donne son titre au film.
- 2019 : J'irai où tu iras de Géraldine Nakache, reprend le titre de la chanson éponyme de Céline Dion et Jean-Jacques Goldman sortie en 1995.

#### Années 2020
- 2020 : Zaï zaï zaï zaï de François Desagnat fait référence, comme la bande dessinée dont c'est l'adaptation, à la chanson Siffler sur la colline (1969) de Joe Dassin.
- 2021 : En attendant Bojangles de Régis Roinsard, adapté du roman d'Olivier Bourdeaut du même nom, fait référence au titre de Mr. Bojangles (1968) interprété par Nina Simone[45].
- 2021 : Partir un jour, court métrage d'Amélie Bonnin, est intitulé d'après la chanson homonyme des 2Be3.
- 2022 : Petite Fleur de Santiago Mitre fait référence à la chanson Petite Fleur de Sidney Bechet, dont l'écoute provoque une réaction violente d'un personnage.
- 2023 : La Plus Belle pour aller danser de Victoria Bedos fait référence à la chanson La Plus Belle pour aller danser, qui est utilisée à deux reprises dans la bande originale, dont le générique de fin.
- 2025 : Partir un jour, long métrage d'Amélie Bonnin, comme son court métrage homonyme de 2021, est intitulé d'après la chanson des 2Be3.

### Documentaires
- 1970 : Gimme Shelter est un documentaire de David Maysles, Albert Maysles et Charlotte Zwerin sur les Rolling Stones, reprenant le titre de leur chanson Gimme Shelter (1969).
- 1970 : Let It Be de Michael Lindsay-Hogg est un documentaire sur la production de l'album homonyme des Beatles.
- 1988 : Imagine: John Lennon est un documentaire sur la vie de Lennon qui reprend le titre de son grand succès.
- 2011 : George Harrison: Living in the Material World est un documentaire sur la vie de Harrison qui reprend le titre de la chanson éponyme sur l'album du même nom.
- 2012 : Sugar Man de Malik Bendjelloul est un documentaire évoquant le parcours du musicien américain Sixto Rodriguez, reprenant le titre d'une chanson de celui-ci.
- 2016 : Merci Patron !, film documentaire de François Ruffin, reprend le titre Merci patron du groupe Les Charlots[20].
- 2016 : Gimme Danger de Jim Jarmush, biopic sur les Stooges, reprend le titre d'une de leurs chansons de 1973.
- 2017 : Et les mistrals gagnants, film documentaire d'Anne-Dauphine Julliand, fait référence à la chanson Mistral gagnant de Renaud[46]
- 2019 : J'veux du soleil, film documentaire de Gilles Perret et François Ruffin, reprend le titre J'veux du soleil du groupe Au p'tit bonheur. À la fin du film, une participante du mouvement des Gilets jaunes, Marie, entonne cette chanson sur la plage en compagnie de François Ruffin puis, durant le générique, on la voit rejoindre trois membres du groupe Au p'tit bonheur pour interpréter le titre dans un studio d'enregistrement[47].
- 2021 : Debout les femmes !, film documentaire de Gilles Perret et François Ruffin, fait référence à l'Hymne du MLF (parfois intitulé Debout les femmes), qui est interprété collectivement dans la dernière scène du film[48],[49].
- 2022 : L'Énergie positive des dieux, de Laetitia Møller, reprend le titre d'un album du groupe Astéréotypie qui est au centre de ce documentaire[50].

## Littérature
- 1846 : Nous n'irons plus au bois[51], poème de Théodore de Banville, dans le recueil Les Stalactites, fait référence au premier couplet de la chanson enfantine Nous n'irons plus au bois (1753)[52].
- 1887 : Les lauriers sont coupés, nouvelle d'Édouard Dujardin, fait référence au premier couplet de la chanson enfantine Nous n'irons plus au bois (1753)[52].
- 1939 : Johnny Got His Gun (Johnny s'en va-t-en guerre en français), roman de Dalton Trumbo, fait référence aux paroles de la chanson patriotique Over There (1917) de Henry Burr and the Peerless Quartet (en) (« Johnny get your gun, get your gun, get your gun »)[8].
- 1987 : le titre original du roman La Ballade de l'impossible d'Haruki Murakami, Noruwei no mori, fait référence à la chanson des Beatles Norwegian Wood (This Bird Has Flown).
- 1992 : le titre français de Nous n'irons plus au bois (All Around the Town), roman policier de Mary Higgins Clark, reprend le titre de la chanson enfantine Nous n'irons plus au bois (1753).
- 1998 : Girlfriend in a Coma (en), roman de Douglas Coupland, reprend le titre de Girlfriend in a Coma (1987) du groupe The Smiths ; le roman fait aussi allusion à plus d'une dizaine d'autres chansons[53].
- 2001 : Voyez comme on danse, roman de Jean d'Ormesson publié en 2001, deuxième vers du refrain de la chanson enfantine Nous n'irons plus au bois (1753)[52].
- 2003 : le titre original du roman L'espoir est une chose ridicule d'Aleksandar Hemon, Nowhere Man, fait directement référence à la chanson homonyme des Beatles.
- 2004 : Eleanor Rigby, roman de Douglas Coupland, reprend le titre de Eleanor Rigby (1966) du groupe The Beatles.
- 2007 : le titre français de Elle s'appelait Sarah (Sarah's Key), roman de Tatiana de Rosnay, reprend les paroles de Comme toi (1982) de Jean-Jacques Goldman ; ce titre français a été choisi par l'éditeur[31].
- 2008 : Mourir sur Seine de Michel Bussi, référence à Mourir sur scène de Dalida[54].
- 2011 : Rien ne s'oppose à la nuit, roman de Delphine de Vigan, fait référence aux paroles de Osez Joséphine (1991) d'Alain Bashung[55].
- 2012 : Un avion sans elle, roman de Michel Bussi, fait référence à Comme un avion sans aile de CharlÉlie Couture[54].
- 2015 : Maman a tort, roman de Michel Bussi, reprend le titre Maman a tort de Mylène Farmer (1984)[56].
- 2016 : En attendant Bojangles, roman d'Olivier Bourdeaut, fait référence au titre de Mr. Bojangles (1968) de Nina Simone, que l'écrivain écoutait régulièrement lors de l'écriture de son livre[45].
- 2016 : Le temps est assassin, roman de Michel Bussi, fait référence aux paroles de Mistral gagnant de Renaud (1985)[57].

## Bande dessinée
- 2015 : l'album Zaï zaï zaï zaï de Fabcaro fait référence à la chanson Siffler sur la colline (1969) de Joe Dassin[58].

## Musique
- 1961 : La Chanson de Prévert, chanson de Serge Gainsbourg, fait référence aux Feuilles mortes, chanson écrite par Jacques Prévert pour le film Les Portes de la nuit (1946). Les paroles de Gainsbourg font également référence à Joseph Kosma, le compositeur des Feuilles mortes.
- 1970 : Et Paul chantait Yesterday, chanson de Michel Delpech, fait référence à Yesterday (1965) des Beatles et à son auteur-compositeur, Paul McCartney.
- 1977 : Il a neigé sur Yesterday, chanson de Marie Laforêt, fait référence à Yesterday (1965) des Beatles et à la séparation du groupe ; les paroles évoquent d'autres titres des Beatles.
- 2003 : Tu ne nous quittes pas, chanson de Pierre Bachelet en hommage à Jacques Brel, fait référence à la chanson Ne me quitte pas (1959).
- 2008 : Imagine de John Lennon, chanson de Louisy Joseph, fait référence à Imagine (1971) de John Lennon.

## Télévision
- 1969 : Nous n'irons plus rôder, traduction française du titre d'un épisode de The Amazing Spider-Man[59] (To prowl no more, [Le Rôdeur], no 79 - 12/1969).[réf. nécessaire]
- 1994 : Tous les garçons et les filles de leur âge est une collection de neuf téléfilms, dont le titre fait référence à la chanson Tous les garçons et les filles (1962) de Françoise Hardy.
- 2002 / 2003 : plusieurs épisodes de la série The Sopranos font référence à une chanson dans leur titre : Everybody Hurts (R.E.M.), Fortunate Son (Creedance Clearwater Revival), The Knight In White Satin Armor (Nights In White Satin des Moody Blues), The Happy Wanderer (chanson populaire allemande Der fröhliche Wanderer).
- 2004 : plusieurs épisodes de la série Lost portent le titre d'une chanson : White Rabbit (Jefferson Airplaine), House Of The Rising Sun (The Animals), Born To Run (Bruce Springsteen).
- 2006 : Tombé du ciel, série télévisée créée par Claude Scasso, reprend le titre de Tombé du ciel (1988) de Jacques Higelin.
- 2007 : Fais pas ci, fais pas ça, série télévisée créée par Anne Giafferi et Thierry Bizot, reprend le titre de Fais pas ci, fais pas ça (1968) de Jacques Dutronc (chanson qui sert aussi de générique à la série)[60].
- 2009 : Ah ! La belle vie, 6e épisode de la saison 2 de la série Fais pas ci, fais pas ça, réalisé par Pascal Chaumeil, reprend les paroles de La belle vie (1962) de Sacha Distel.
- 2009 : Mes amis, mes amours, mes emmerdes..., série télévisée créée par Jean-Marc Auclair, Marie Luce David et Thierry Lassalle, reprend les paroles de Mes emmerdes (1976) de Charles Aznavour (chanson qui sert aussi de générique à la série).
- 2011 : Brassens, la mauvaise réputation, téléfilm d'Éric Kristy, est un film biographique sur Georges Brassens, dont il reprend le titre de La mauvaise réputation (1952)[20].
- 2016 : Tout l'amour que j'ai pour toi, premier épisode de la série Lebowitz contre Lebowitz, créée par Laurent Burtin, Nathalie Suhard et Jacques Bastier, reprend les paroles de Tout l'amour (1959) de Dario Moreno ; une reprise de cette chanson par Clémentine Célarié sert aussi pour le générique de la série[61].
- 2017 : Quelque chose a changé, téléfilm de Jacques Santamaria reprend le titre de la chanson d'Eddy Mitchell, Quelque chose a changé, sortie en 2015 sur l'album Big Band, qui est également utilisée dans le générique.
- 2018 : Qu'est-ce qu'on attend pour être heureux ?, série créée par Anne Giafferi et Marie-Hélène Copti, reprend le titre de la chanson Qu'est-ce qu'on attend pour être heureux ? qui est également utilisée dans le générique.
- 2019 : Le temps est assassin, mini-série réalisée par Claude-Michel Rome, adaptation du roman éponyme de Michel Bussi, fait référence aux paroles de Mistral gagnant de Renaud, sortie en 1985. C'est par ailleurs le titre d'une chanson de Véronique Sanson.
- 2020 : Une belle histoire, série créée par Frédéric Krivine et Emmanuel Daucé reprend le titre de la chanson éponyme (1972) de Michel Fugain et le Big Bazar[62].

## Pour approfondir